# 잠복근무 (1987년 영화)
《잠복근무》(영어: Stakeout)는 1987년 개봉한 미국의 버디 경찰 액션 코미디 영화이다. 존 배덤이 감독을, 짐 카우프가 각본을 맡고, 리처드 드라이퍼스, 에밀리오 에스테베즈, 에이든 퀸, 매들린 스토 등이 출연하였다. 후속 작품 《잠복근무 2》가 제작되어 1993년 개봉되었다.

## 줄거리
형사 크리스 리시와 빌 레이머스는 마리아 맥과이어라는 라티나 식당 종업원을 감시하는 업무를 맡게 된다. 마리아의 전 남자친구인 리처드 “스틱” 몽고메리는 스톤허스트 교도소에서 감방 동료와 가짜 싸움을 벌이고 사촌 케일러 리스의 도움을 받아 탈옥했으며, 그가 마리아에게 돌아갈 가능성이 있다는 FBI의 요청을 받은 리시와 레이머스는 그를 체포하기 위해 협력한다.
한편 리시는 이혼 절차를 밟고 있으며, 집에 돌아왔을 때 아내가 이사를 가고 가구를 모두 가져갔다는 사실을 알게 되어 절망에 빠진다.
몽고메리가 마리아에게 전화를 걸자 리시는 통화 도중 전화선을 잘라 버린 뒤 전화 배선공으로 위장하여 마리아의 집을 방문해 도청 장치를 심는다. 리시는 마리아와 가까워지고, 마리아의 남자 형제 레이가 새 일자리를 찾게 도와주기도 한다.
시간이 흐르면서 리시는 마리아와 사랑에 빠지고, 시애틀 경찰은 그를 몽고메리의 공범으로 의심하기 시작한다. 어느 날 밤 리시가 마리아의 침대에서 잠을 자고 있을 때 몽고메리와 리스가 마리아의 집에 침입하고, 몽고메리가 총으로 리시의 얼굴을 쏜다. 그러나 잠에서 깨어난 리시는 그것이 단지 악몽이었음을 깨닫고, 몰래 마리아의 집을 떠난다. 경찰서에서 레이머스는 리시를 꾸짖으면서도 그가 여전히 훌륭한 경찰임을 상기시킨다.
몽고메리와 리스는 주유소에서 계산대 직원을 살해한 뒤 시애틀 밖에서 경찰과 총격전을 벌인다. 둘의 차는 강에 빠지고, 몽고메리는 탈출하지만 부상을 입은 리스는 차 안에서 사망한다.
리시가 마리아에게 정체를 고백하자 마리아는 화를 내고, 곧 몽고메리가 나타나 감옥에 들어가기 전에 마리아에게 사줬던 소파 안에 50만 달러를 숨겨 놓았다고 밝힌다. 몽고메리는 마리아와 함께 캐나다에서 좋은 삶을 살 계획이었지만 리시가 다 망쳐 놓았다고 비난한다.
레이머스를 생포한 몽고메리는 두 경찰을 살해할 계획을 세운다. 영화의 클라이맥스는 제지 공장에서 벌어지는 총격전으로, 리시와 몽고메리는 서로 맞서 싸우고, 결국 몽고메리는 가슴에 총을 맞고 죽게 된다. 마리아와 리시는 이후 관계를 시작하며, 영화는 해피 엔딩으로 마무리된다.

## 출연진
- 리처드 드라이퍼스 - 크리스 리시 형사 역
- 에밀리오 에스테베즈 - 빌 레이머스 형사 역
- 에이든 퀸 - 리처드 “스틱” 몽고메리 역
- 매들린 스토 - 마리아 맥과이어 역
- 포리스트 휘터커 - 잭 피즈모 형사 역
- 댄 로리아 - 필 콜드섕크 형사 역
- 얼 빌링스 - 앨 자일스 경감 역
- 이언 트레이시 - 케일러 리스 역
- 잭슨 데이비스 - FBI 요원 토머스 러스크 역
- 돈 S. 데이비스 - 교도소 정문 경비 역

## 기타 제작진
- 제작 감독: 그레그 챔피언
- 배역: 마이크 펜턴, 제인 파인버그, 주디 테일러
- 미술: 필립 해리슨